# Lauriergracht 15-17
Lauriergracht 15-17 te Amsterdam is een gebouw aan de Lauriergracht in Amsterdam-Centrum.
De gracht met omliggende bebouwing dateert uit het begin van de 17e eeuw, wanneer Amsterdam bezig is met haar Derde Uitleg. De oorspronkelijk bebouwing wordt deels in de navolgende eeuwen gesloopt en vervangen door nieuwbouw. Die nieuwbouw haalde soms ook de 21e eeuw niet en dat geldt zeker voor Lauriergracht 15-17. Hier kwam in 1935 een fotograaf langs om foto’s te maken voor monumentenzorg. Op de foto’s staan twee nauwelijks op elkaar gelijkende gebouwen, waarvan nummer 17 scheuren in de gevel vertoont. Wanneer voor diezelfde monumentenzorg in 1936 opnieuw een fotograaf langskomt zijn beide gebouwen verdwenen en ze zijn vervangen door een nieuw gebouw, dat enigszins doet denken aan de bouwstijl Amsterdamse School. De NV Algemene Handelsmaatschappij Krupp Staal voorheen Robert Zapp had een nieuw gebouw laten bouwen ontworpen door het architectenduo Dirk Heineke (1878-1947) en Evert Johannes Kuipers (1877-1943), die dus niet lang van hun schepping konden genieten. De architecten ontwierpen de hoekgebouwen van de Vrijheidslaan aan de zijde van de Berlagebrug en aan het Cornelis Troostplein. Het door hun ontworpen gebouw wijkt sterk af van de aanpalende gebouwen, toch vooral Amsterdamse grachtenpanden zoals nummer 19 met klokgevel en opslagzolder. Op een natuurstenen plint kwamen twee verdiepingen in baksteen afgesloten door een kap. Opvallend zijn het wisselende metselverband tussen de eerste en tweede ramenrij, de versieringen van de hijsbalken, het glas-in-lood bij de toegangsdeur en de typografie van de huisnummers.
Krupp/Zapp liet haar naam rond 1951 wijzigen in Edelstaalmaatschappij. Dat bedrijf was allang verdwenen toen het gebouw nop 13 maart 2007 tot gemeentelijk monument werd verklaard. Het gebouw wordt ontsierd door een Crawford-roldeur.  

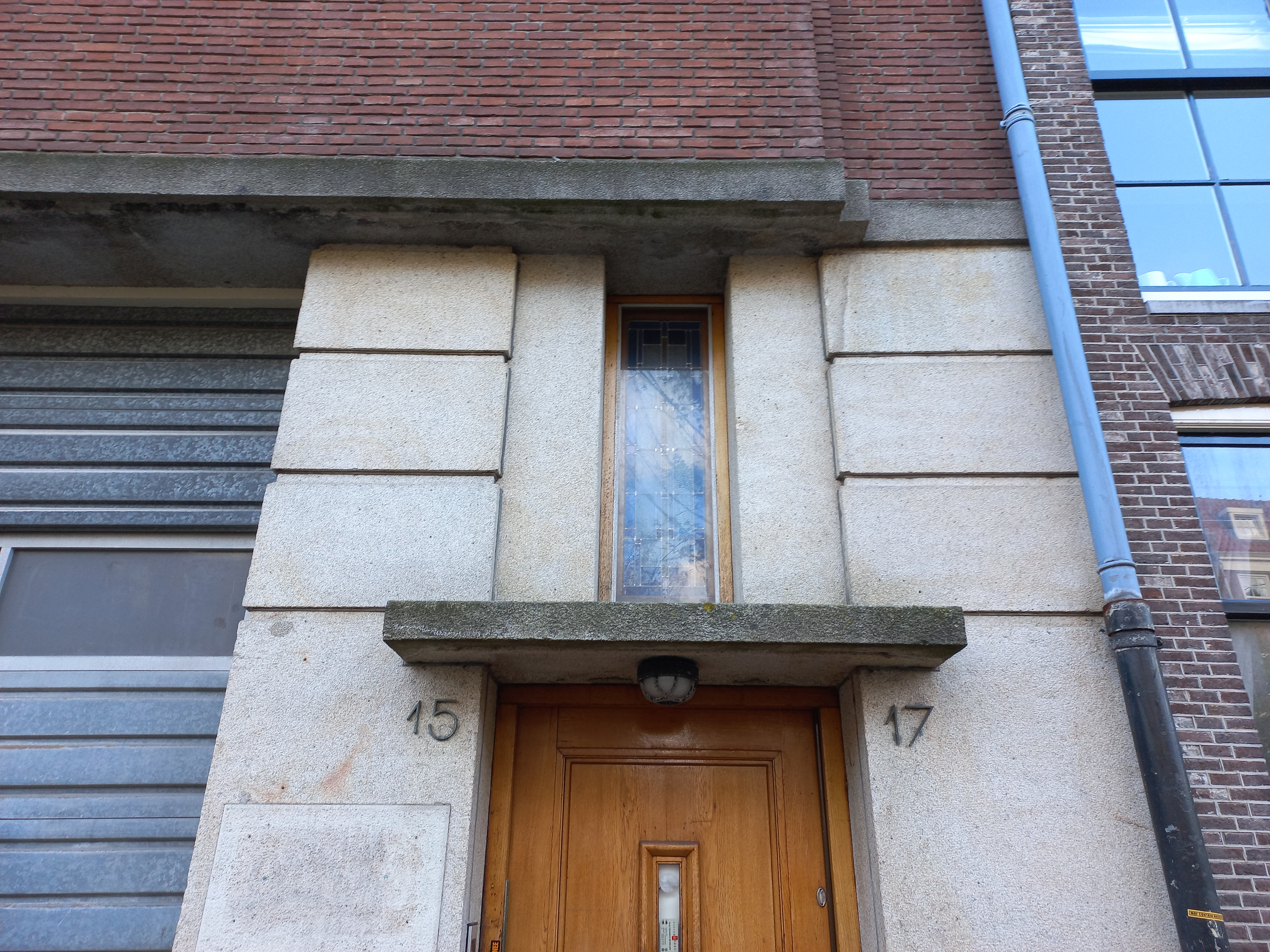
Toegang met natuur-, baksteen, glas-in-lood en huisnummers (oktober 2022)